# Marlice Hinz
Marlice Hinz (* 23. Januar 1903 in Berlin; † 1978) war eine deutsche Grafikerin mit einem Schwerpunkt auf der Modeillustration. Sie erfüllte Aufträge für bedeutende Zeitschriften der Weimarer Republik und gehörte zwischen 1927 und 1929 wohl zum festen Mitarbeiterstamm der Zeitschrift Die Dame. In ihren Illustrationen brachte Hinz meist die Neue Frau zur Darstellung.

## Leben und Werk
Marlice Hinz wurde am 23. Januar 1903 in Berlin geboren. Es gibt keine Informationen über ihren familiären Hintergrund, jedoch wird in der Literatur aufgrund der ihr offenstehenden Ausbildungsmöglichkeiten von einer gut situierten Familie ausgegangen. Im Alter von 18 Jahren begann sie an der Kunstschule Reimann eine Ausbildung im Schneidern und Textilkunde. In der Folge belegt sie auch das Fach Zeichnen. 1923 trat Hinz in der Zeitschrift der Schule, Farbe und Form, erstmals mit Modeentwürfen an die Öffentlichkeit. Nach Abschluss ihrer Ausbildung arbeitete Hinz für renommierte Berliner Modehäuser wie Gerson und Becker. Zuerst entwarf sie Kostüme, wandte sich dann jedoch dem Design von Abendgarderoben zu.
Aus diesen Entwurfzeichnungen entwickelte Hinz im Kontext der regen Berliner Modeszene eigenständige Zeichnungen, die in der Folge den Schwerpunkt ihrer Arbeit bildeten. An Stelle der Entwürfe für die Konfektion trat so die freie Modeillustration, welche die Künstlerin als Tuschfederzeichnungen im Stil des Art déco ausführte. Hinz stieg so zu einer der gefragtesten Illustratorinnen und Illustratoren der Weimarer Republik auf. Sie publizierte unter anderem in den Zeitschriften Die Jugend, Sport im Bild und Die Form. Zwischen 1927 und 1929 gehörte sie wohl zum festen Mitarbeiterstamm der Zeitschrift Die Dame. In Hinz Werk dominieren Motive und Themen wie das Theater, der Karneval, Dynamik, Erotik und Emanzipation, die im Kontext des zeitgeschichtlichen Hintergrunds der 1920er-Jahre stehen. In fast allen ihren Graphiken zeigte sie den Typus der Neuen Frau. Diese thematischen Schwerpunkte sind zudem auch durch die Auftraggeber geprägt, zudem bedingten auch die auf massenhafte Reproduzierbarkeit angelegten drucktechnischen Vorgaben das Erscheinungsbild ihrer Werke. Da die Hauptauftraggeber von Hinz Modezeitschriften waren, ist der Großteil ihres Schaffens der Modeillustration zuzuordnen.
1928 heiratete Hinz und zog mit ihrem Ehemann nach Hamburg. Sie arbeitete aber weiterhin für ihre Auftraggeber in Berlin.
Hinz gehörte neben Alexander M. Cay, Rudolf Großmann, Kurt W. Habisch, Erika Plehn und Julo Fehr zu den Illustratoren und Illustratorinnen von Paula von Rezniceks 1928 erschienenem Buch Die perfekte Dame. Sie schuf das Titelbild, das eine in anmutiger Pose auf einem angedeuteten Sessel sitzende junge Frau zeigt, die ein grünes, mit Pelz besetztes Kleid mit einem Schlitz bis zu den Knien, ein rot-grün gestreiftes Kopftuch und geschnürte Schuhe trägt. Diese Darstellung entsprach Rezniceks Vorstellung, dass die moderne Frau vor allem vornehm zu sein habe. Die weiteren Zeichnungen von Hinz standen nicht ausschließlich in einer illustrativen Abhängigkeit zum Text, sondern stellten eigenständige Positionen analog zu diesem dar. Das Zusammenspiel von Text und Illustrationen vermittelte so einen Gesamteindruck der Neuen Frau.
Als nach der Machtübernahme der Nationalsozialisten 1933 die Neue Frau aus dem medialen Bewusstsein verdrängt wurde, stagnierte laut Magdalena Becker auch das Interesse an Künstlerinnen wie Marlice Hinz. So wurden in den 1930er-Jahren immer weniger Illustrationen von ihr abgedruckt, was jedoch auch am Vordrängen der Photographie gelegen hat. In den 1930er-Jahren erschienen gelegentlich Illustrationen von ihr im Hamburger Fremdenblatt. Mit Beginn des Zweiten Weltkriegs lassen sich keine weiteren Publikationen der Künstlerin nachweisen. Zeichnungen von Hinz erschienen erst 1949 wieder in den Beilagen von Tageszeitungen. Laut Becker entsprach Hinz mit ihren Arbeiten jedoch nicht dem Frauenbild der Nachkriegszeit und blieb ihrem Stil der 1920er-Jahre treu, weshalb sie nicht an frühere Erfolge habe anschließen können.
Ein Konvolut von Werken von Marlice Hinz befindet sich im Museum für Kunst und Gewerbe in Hamburg.

## Belege
1. 1 2 3  Magdalena Becker: „Neue Frau“ und „perfekte Dame“. Die Graphiken von Marlice Hinz als Frauenbilder ihrer Zeit. In: Susanne Kähler, Wolfgang G. Krogel (Hrsg.): Der Bär von Berlin. Jahrbuch des Vereins für die Geschichte Berlins. Band 66, Berlin/Bonn 2017, S. 109–128, 115.
2. ↑  Magdalena Becker: „Neue Frau“ und „perfekte Dame“. Die Graphiken von Marlice Hinz als Frauenbilder ihrer Zeit. In: Susanne Kähler, Wolfgang G. Krogel (Hrsg.): Der Bär von Berlin. Jahrbuch des Vereins für die Geschichte Berlins. Band 66, Berlin/Bonn 2017, S. 109–128, 115 und 116.
3. ↑  Magdalena Becker: „Neue Frau“ und „perfekte Dame“. Die Graphiken von Marlice Hinz als Frauenbilder ihrer Zeit. In: Susanne Kähler, Wolfgang G. Krogel (Hrsg.); Der Bär von Berlin. Jahrbuch des Vereins für die Geschichte Berlins. Band 66, Berlin/Bonn 2017, S. 109–128, 116.
4. ↑  Magdalena Becker: „Neue Frau“ und „perfekte Dame“. Die Graphiken von Marlice Hinz als Frauenbilder ihrer Zeit. In: Susanne Kähler, Wolfgang G. Krogel (Hrsg.): Der Bär von Berlin. Jahrbuch des Vereins für die Geschichte Berlins. Band 66, Berlin/Bonn 2017, S. 109–128, 126.

| Personendaten    | Personendaten                              |
| ---------------- | ------------------------------------------ |
| NAME             | Hinz, Marlice                              |
| KURZBESCHREIBUNG | deutsche Graphikerin und Modeillustratorin |
| GEBURTSDATUM     | 23. Januar 1903                            |
| GEBURTSORT       | Berlin                                     |
| STERBEDATUM      | 1978                                       |